# Strzelce Krajeńskie
Strzelce Krajeńskieⓘ (deutsch Friedeberg (Neumark)) ist eine  Kleinstadt in der polnischen Woiwodschaft Lebus. Außerdem ist sie Amtssitz des Powiat Strzelecko-Drezdenecki (Kreis Friedeberg-Driesen). Die Gmina Strzelce Krajeńskie ist eine Stadt- und Landgemeinde, die ihren Sitz in Strzelce Krajeńskie hat.

## Geographische Lage
Die Stadt liegt in der Neumark, zwischen dem Pommerschen Höhenrücken und dem Netzebruch. Die nächste größere Stadt ist Gorzów Wielkopolski (Landsberg an der Warthe), die über die Landesstraße 22 (ehemalige deutsche Reichsstraße 1) in 26 Kilometern südwestlicher Richtung zu erreichen ist. Eine Stichbahn verbindet die Stadt mit der Bahnlinie Berlin–Küstrin–Tczew (Dirschau)-Gdańsk.

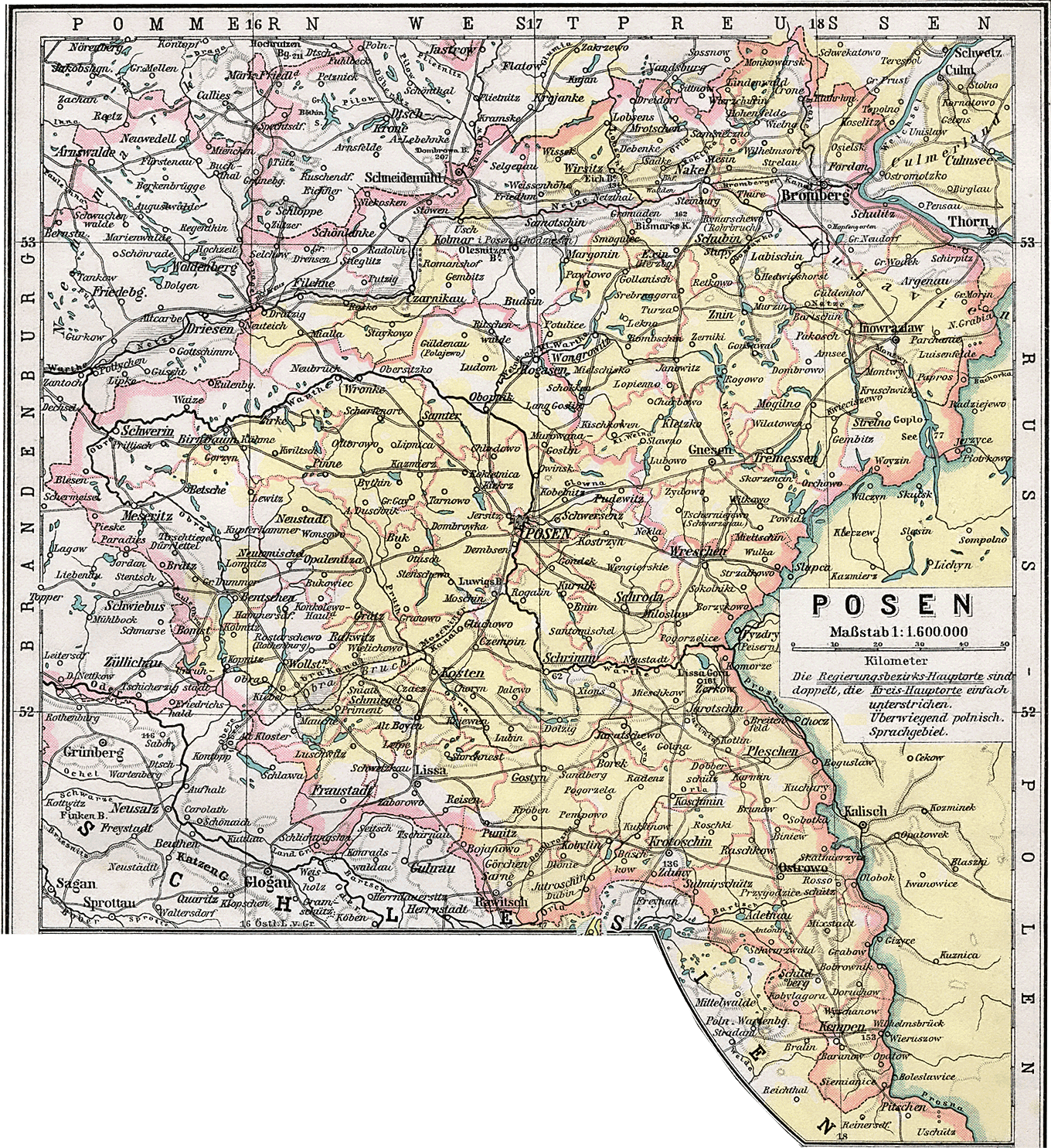
Friedeberg nordwestlich von Posen und südwestlich von Schneidemühl auf einer Landkarte der Provinz Posen von 1905 (gelb markierte Flächen kennzeichnen Gebiete mit seinerzeit mehrheitlich polnischsprachiger Bevölkerung)
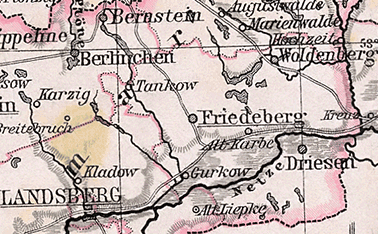
Friedeberg und seine Nachbarorte um 1900 (die geographische Entfernung zur Stadt Driesen im Südosten beträgt rund 20 Kilometer)
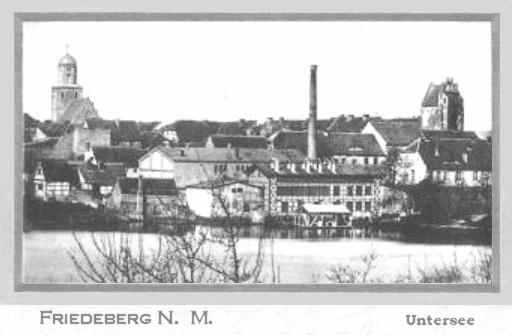
Ansicht um 1900

### Geschichte
Im Jahr 1254 erhielt Markgraf Konrad von Brandenburg die Kastellanei Zantoch vom großpolnischen Herzog Przemysł I. als Mitgift zur Vermählung mit dessen Tochter. In strategisch günstiger Lage, am so genannten Markgrafenweg von Landsberg nach Osten, erbaute Konrad in der Entstehungsphase der Neumark eine Burg in einem slawischen Dorf unbekannten Namens. Im Jahr 1269 verlieh er der Ortschaft deutsches Stadtrecht. Die Burg wurde 1272 durch Przemysł I. zerstört. Noch vor 1286 verlieh der Markgraf dem neu angelegten Ort das Magdeburger Stadtrecht und den Namen Friedeberg, wohl abgeleitet von der Familie Friedeberg aus dem Saalkreis, aus der sich Angehörige in seinem Gefolge befanden. Friedeberg wurde planmäßig innerhalb einer kreisrunden Befestigung mit schachbrettartigem Stadtgrundriss angelegt und mit Zuwanderern aus dem Gebiet der unteren Saale und dem Harzvorland besiedelt.
Im 14. Jahrhundert gewann die Stadt an Bedeutung, als sie 1345 das alleinige Schifffahrtsrecht für Netze und Warthe erhielt, 1348 zum Gerichtsort erhoben und ihr 1363 die Marktgerechtigkeit verliehen wurde. Weniger gut erging es ihr im nächsten Jahrhundert. Die brandenburgischen Kurfürsten hatten das Interesse an der Neumark verloren, und auch der Deutsche Orden, der das Land 1402 erwarb, tat wenig für die Weiterentwicklung. Das Machtvakuum nutzten Raubritter, polnische und hussitische Heere, um plündernd durch das Land zu ziehen. Die Hussiten zerstörten 1433 die Stadt. Im Dreißigjährigen Krieg brannten 1637 kaiserliche Truppen die Stadt nieder. Am Ende des Krieges war die Einwohnerschaft auf 20 Prozent des Vorkriegsstandes gesunken. Im Jahr 1717 wurde Friedeberg preußische Garnison, was einen wirtschaftlichen Aufschwung zur Folge hatte. Im 18. Jahrhundert profitierte es unmittelbar vom Trockenlegungsprogramm für den Netzebruch, das 1770 von Friedrich dem Großen veranlasst worden war. Die Lage Friedebergs an einer Heerstraße führte allerdings im Siebenjährigen Krieg zu einer längeren Besetzung durch die Russen. Auch im Krieg von 1806/07 hinterließen Durchmärsche Verwüstungen. In Friedeberg hatten sich inzwischen Industrie- und Gewerbebetriebe angesiedelt. Nicht unbedeutend war die Tuchmacherei, Brauerei, Schuhmacherei und ab 1781 die Herstellung von Munition. 
Mit der preußischen Verwaltungsneuordnung wurde Friedeberg 1816 Kreisstadt des gleichnamigen Landkreises im Regierungsbezirk Frankfurt der Provinz Brandenburg. Seit 1849 bestanden in Preußen Kreisgerichte. Das Kreisgericht Friedeberg in der Neumark war dem Appellationsgericht Frankfurt a. d. Oder nachgeordnet. Im Rahmen der Reichsjustizgesetze wurden diese Gerichte 1879 aufgehoben. Zwischen 1879 und 1945 bestand dann das Amtsgericht Friedeberg N.M.
Bei der Anlegung moderner Verkehrswege konnte die Stadt zunächst nur Nutzen von der Staatsstraße Berlin–Königsberg ziehen, die sie unmittelbar berührte. Die ebenso wichtige Strecke der Ostbahn verlief allerdings sieben Kilometer südlich, erst 1897 konnte durch den Bau der Friedeberger Kleinbahn der Anschluss an das Hauptbahnnetz geschaffen werden. Den Charakter einer Ackerbürgerstadt konnte Friedeberg auch während der Phase der Industrialisierung ausgangs des 19. Jahrhunderts nicht abschütteln, denn nur kleine Betriebe der Möbel-, Kachel- und Lederwarenherstellung siedelten sich an. 
Als 1938 die Provinz Grenzmark Posen-Westpreußen aufgelöst wurde, kam Friedeberg mit dem Landkreis zur Provinz Pommern. Am Vorabend des Zweiten Weltkriegs lebten etwa 6.000 Einwohner in der Stadt.
Gegen Ende des Kriegs nahm am 29. Januar 1945 die Rote Armee Friedeberg nahezu kampflos ein und brannte die Stadt zu etwa 80 Prozent gezielt nieder. Im März/April 1945 unterstellte sie die Stadt der Verwaltung der Volksrepublik Polen. Es begann nun die Zuwanderung von Migranten, die anfangs vorwiegend aus von der Sowjetunion annektierten Gebieten östlich der neuen polnischen Ostgrenze (Curzon-Linie) kamen, der sogenannten Kresy. In der Folgezeit wurde die einheimische deutsche Bevölkerung durch die örtliche polnische Verwaltungsbehörde vertrieben, um sie durch Polen zu ersetzen. Zu den Neusiedlern kamen 1947 im Rahmen der innerpolnischen Aktion Weichsel aus den Beskiden zwangsumgesiedelte Ukrainer und Lemken. Sie schufen sich im ehemaligen Wasserturm ein eigenes Kulturzentrum zur Pflege ihrer Traditionen. Friedberg erhielt 1946 den Namen Strzelce Krajeńskie. Dieser Name geht auf die slawische Bezeichnung des Ortes zurück, der bereits vor der deutschen Besiedlung im 13. Jahrhundert in Form von Strelci vorhanden war und etwa Ort der Bogenschützen bedeutete.

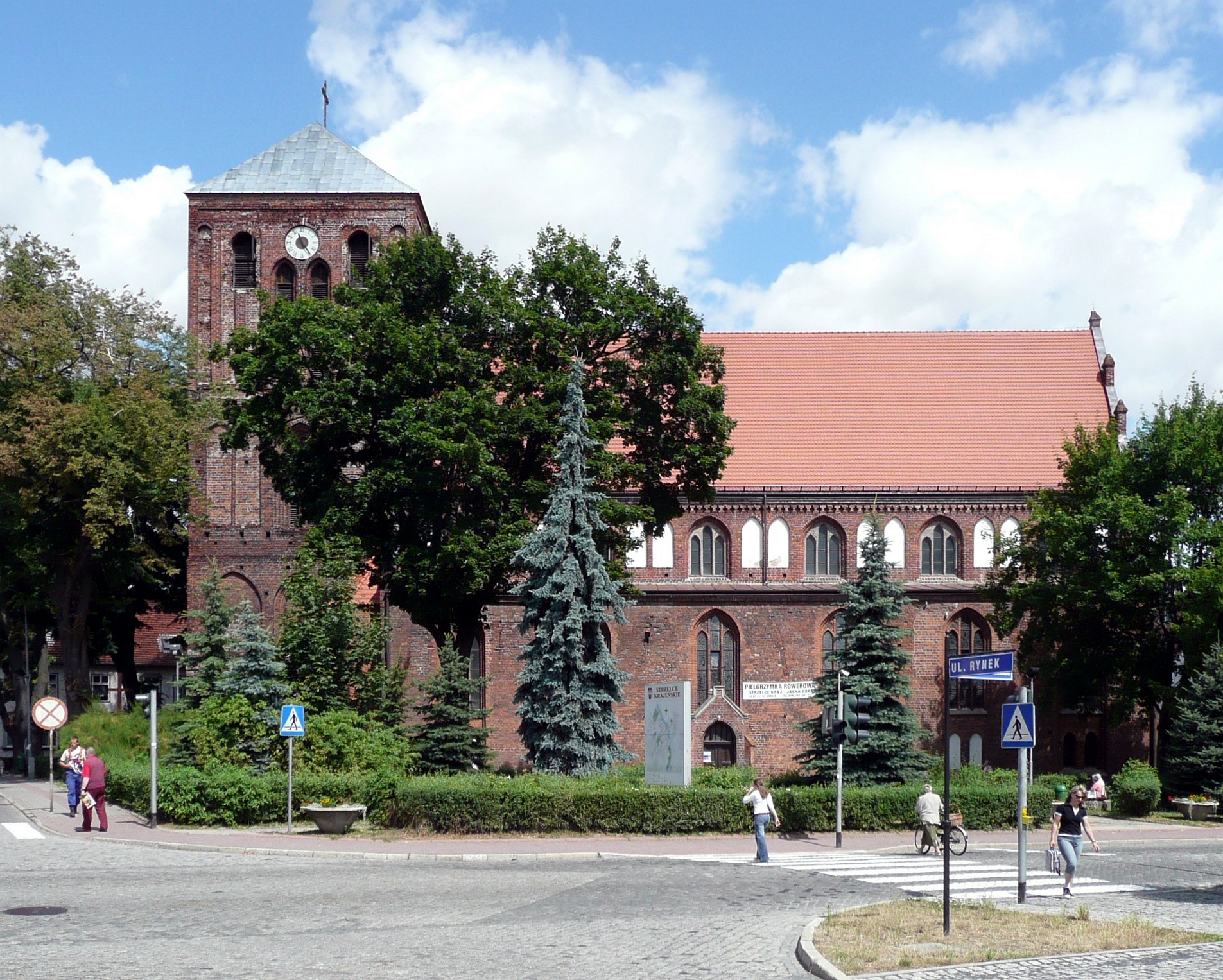
Marienkirche
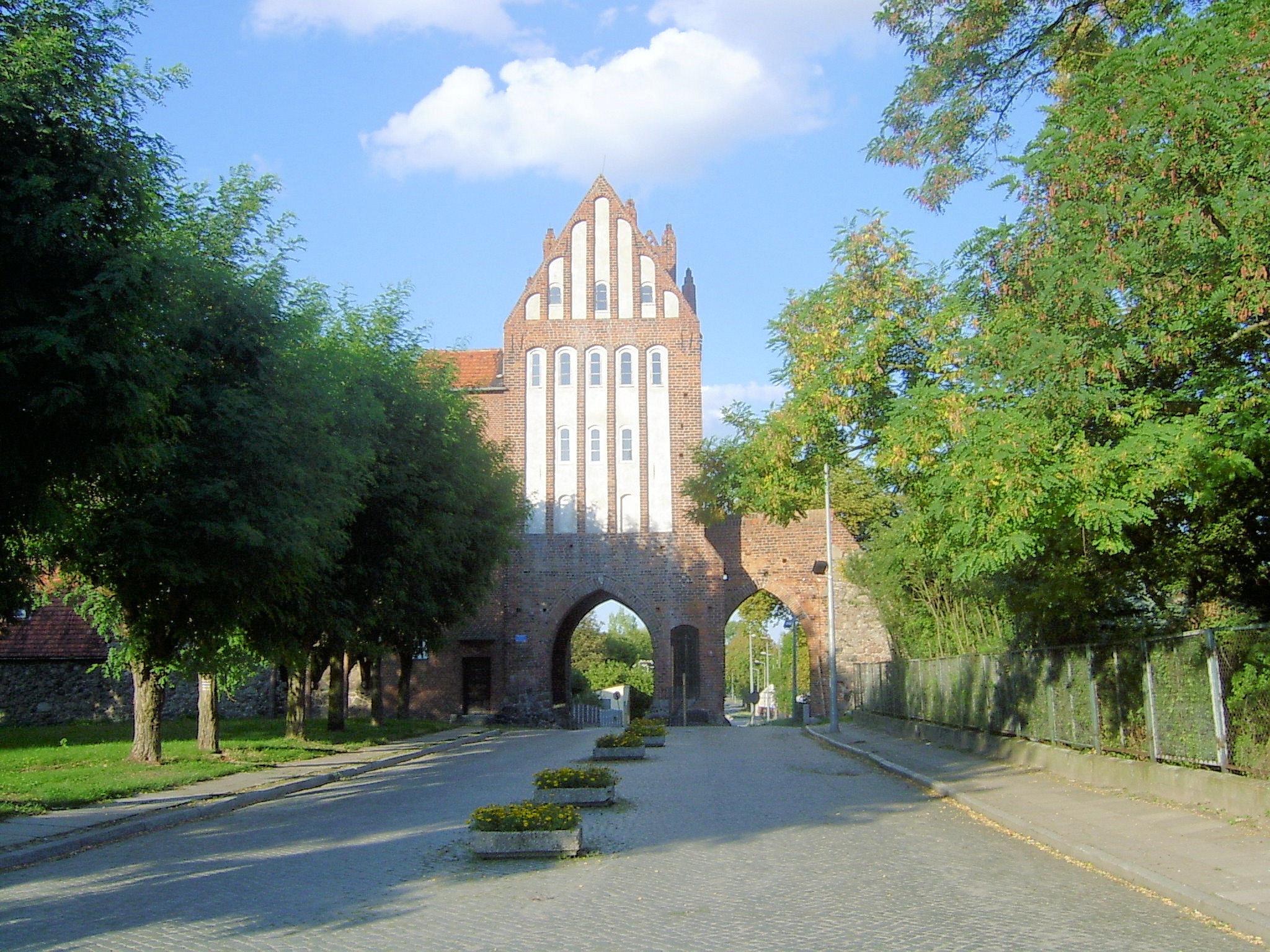
Driesener Tor
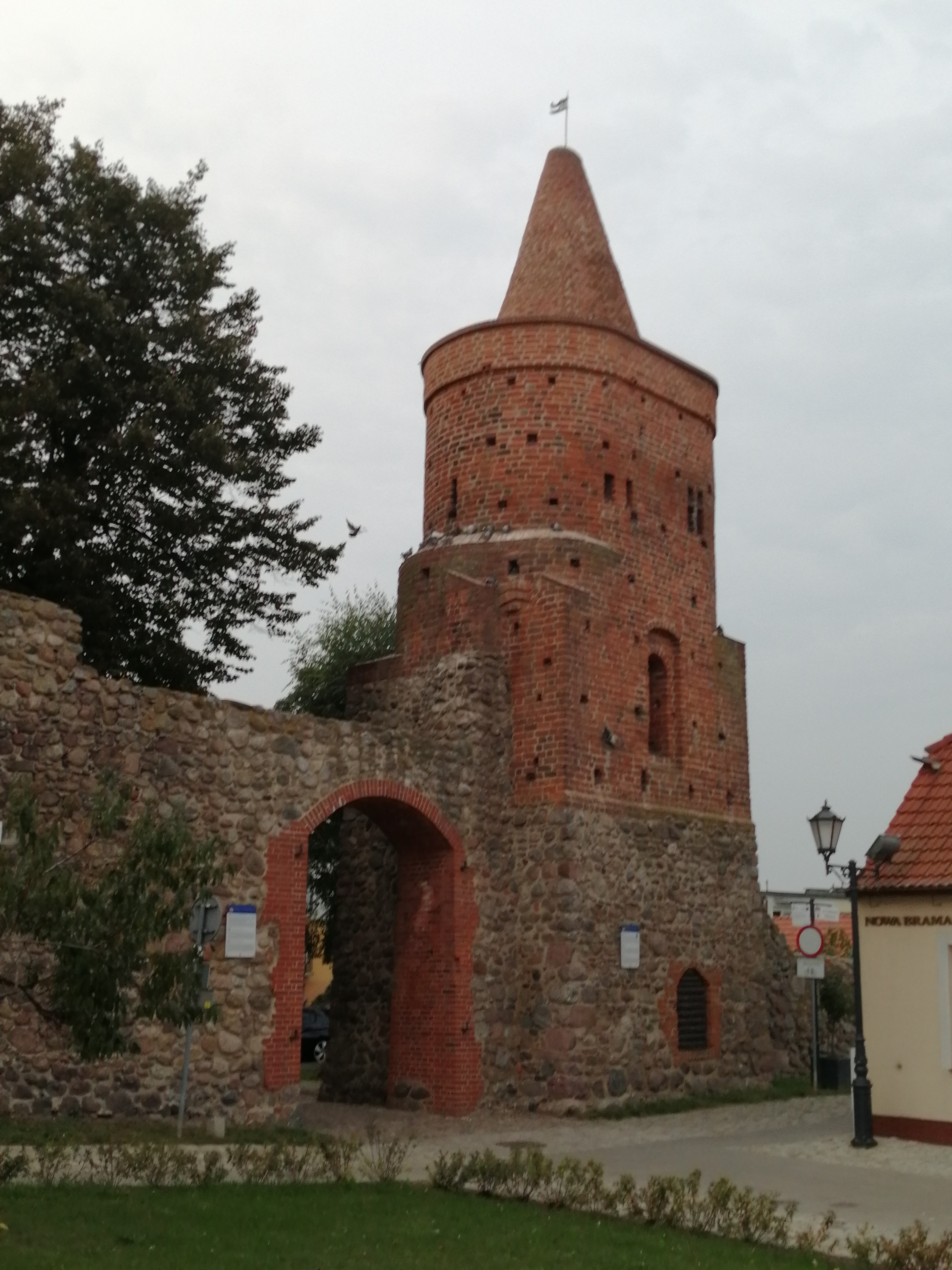
Hexenturm der mittelalterlichen Stadtbefestigung
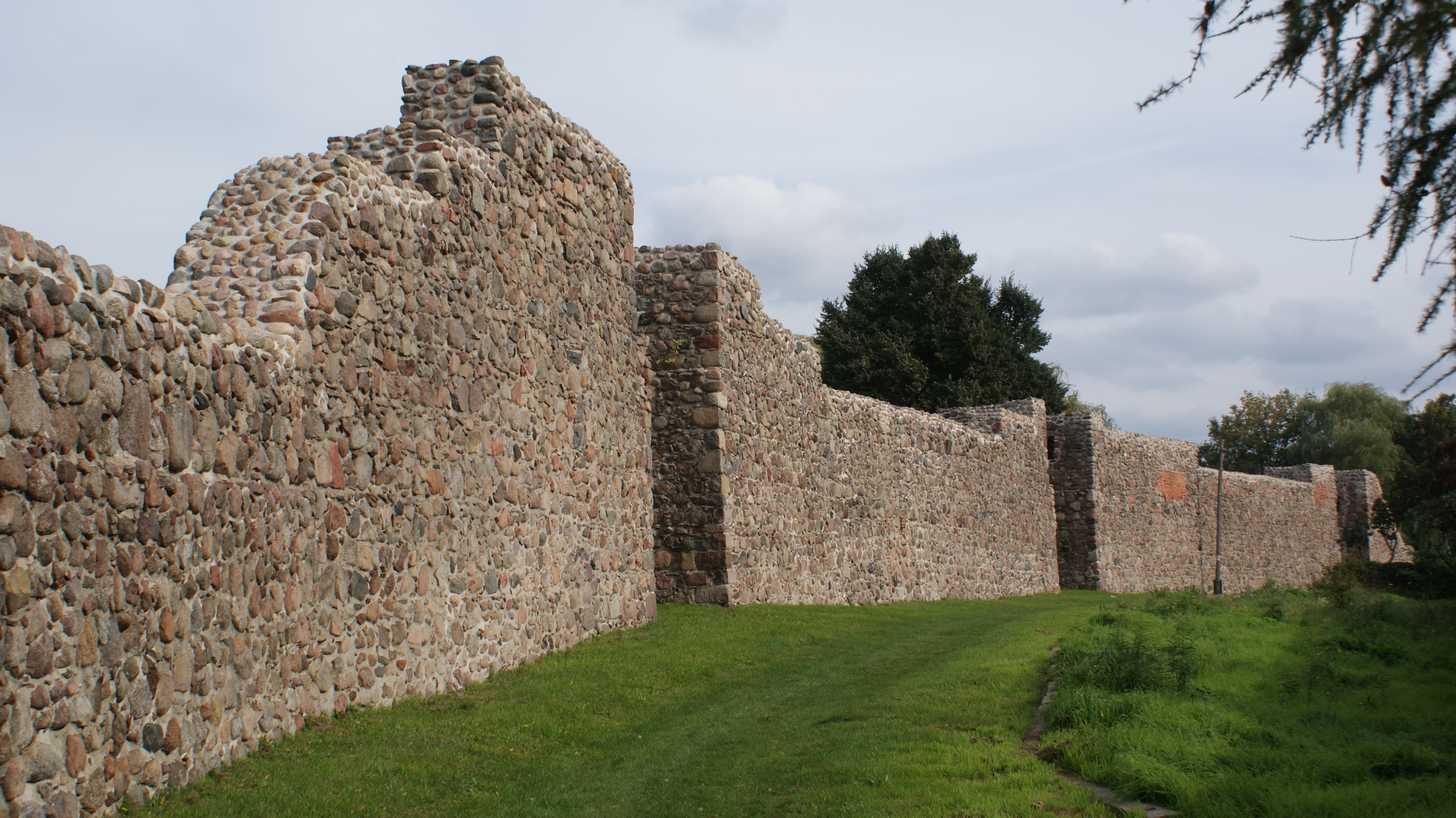
Rest der Stadtmauer aus dem 13. Jahrhundert
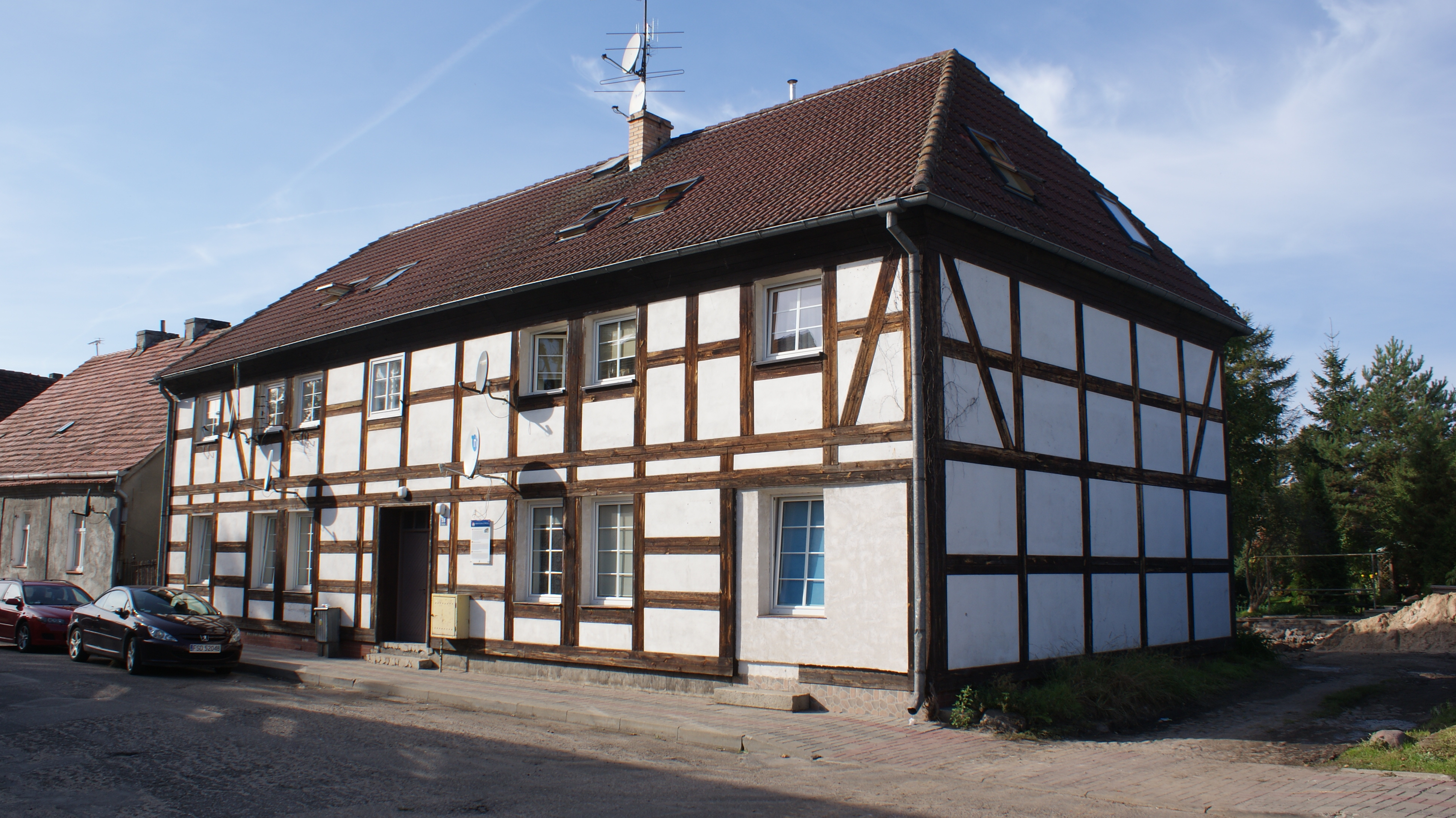
Fachwerkhaus aus dem 18./19. Jahrhundert
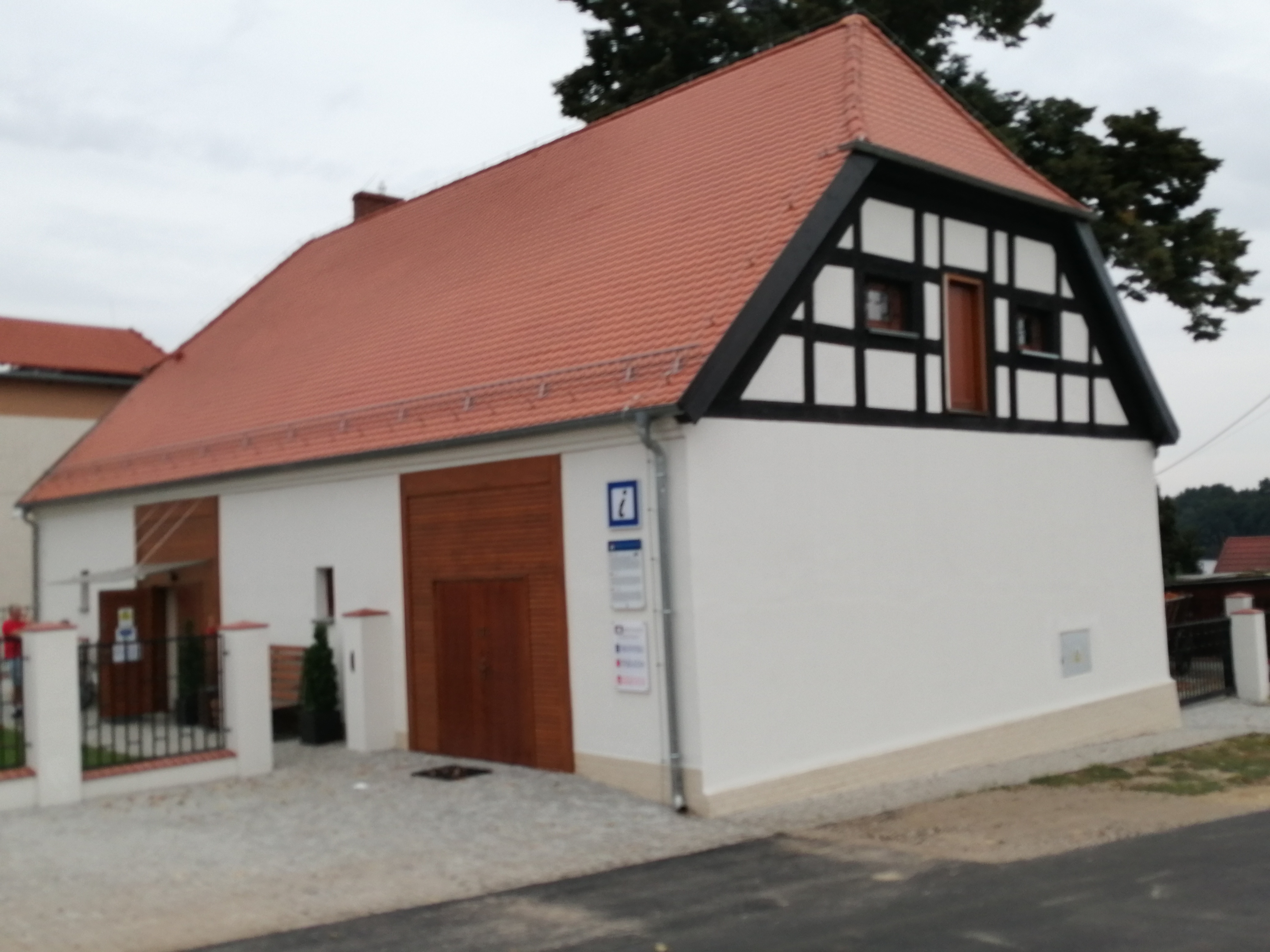
Getreidespeicher von 1764
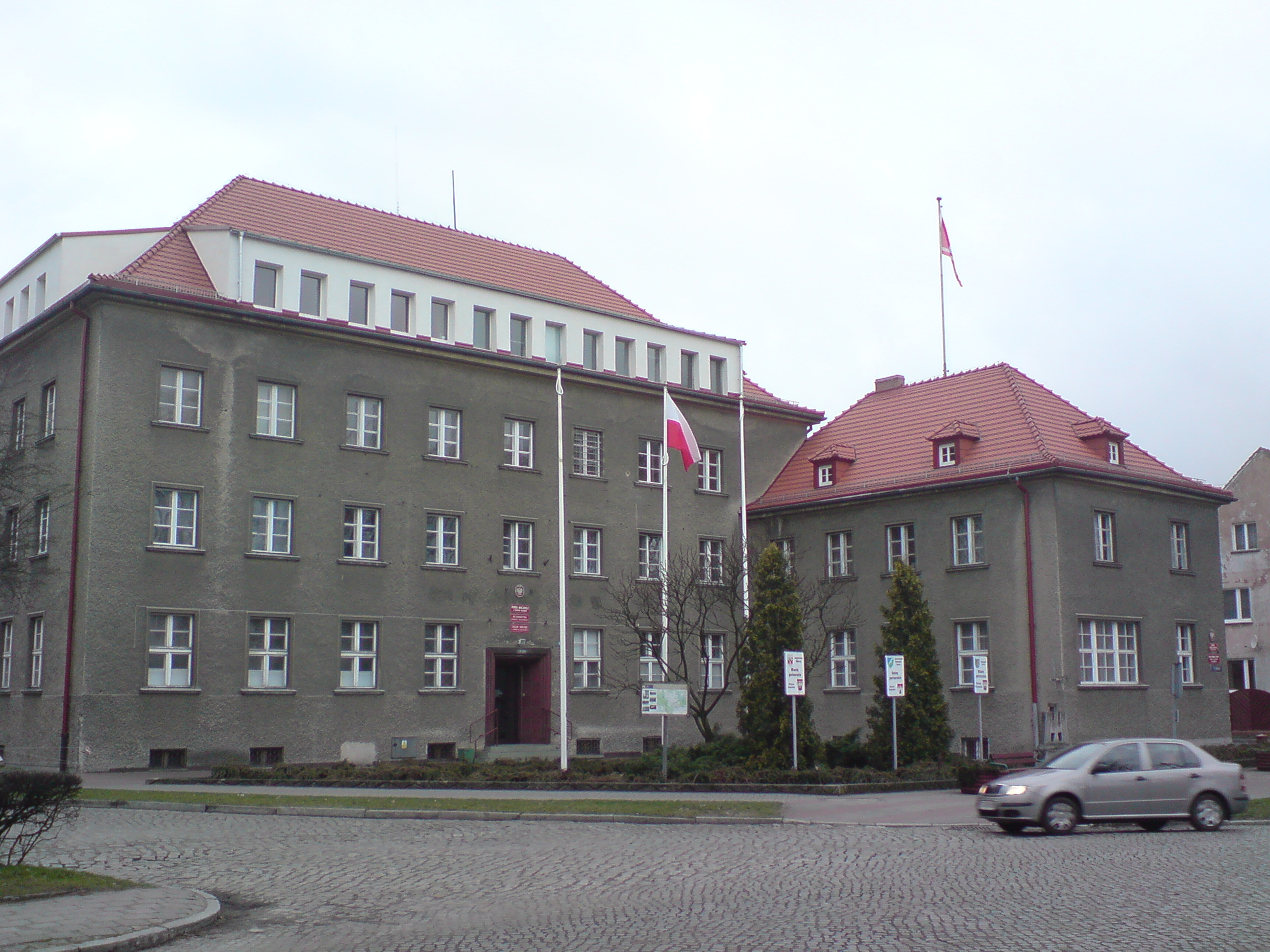
Rathaus
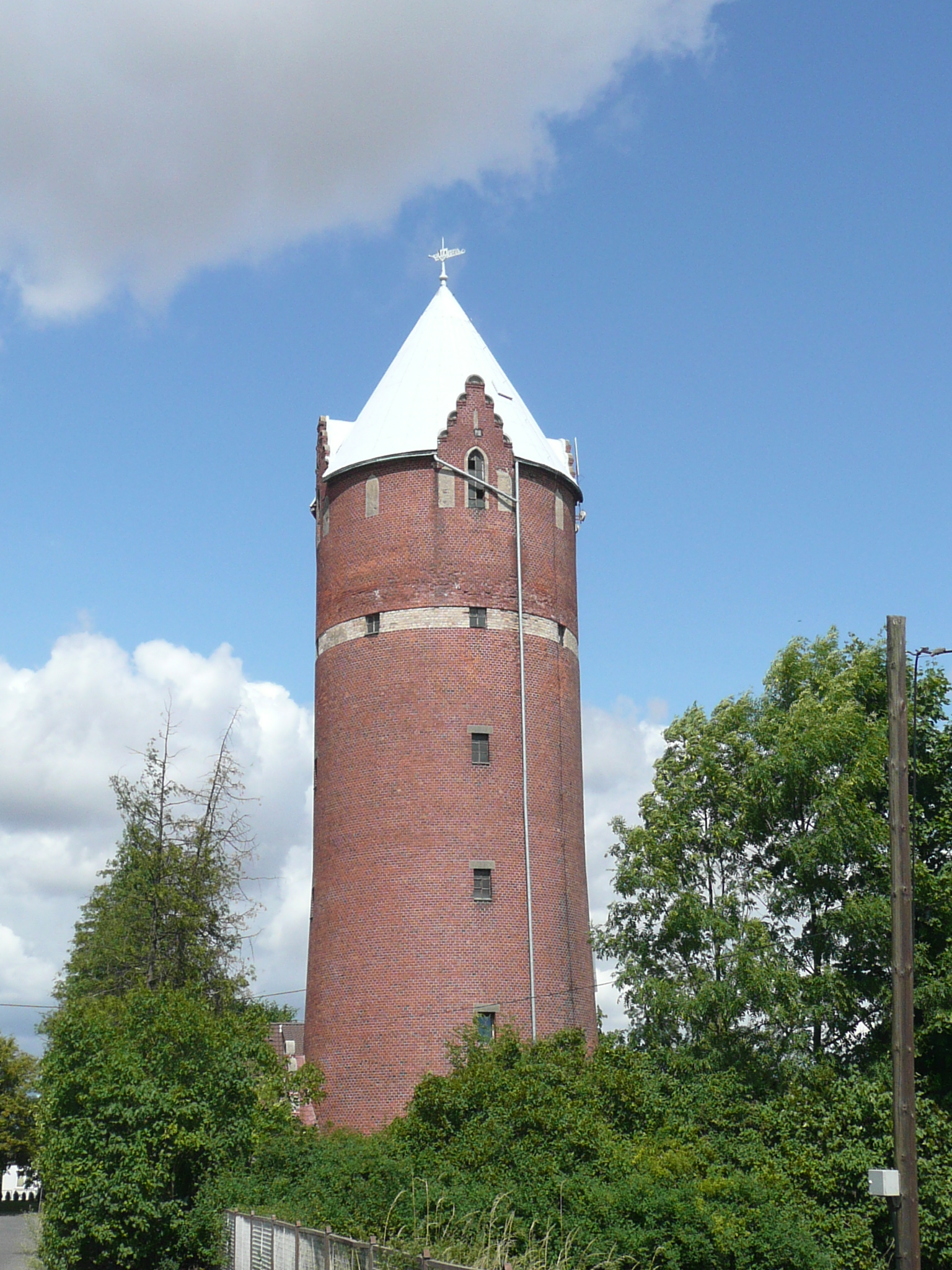
Wasserturm von 1929

### Demographie
| Jahr | Einwohner | Anmerkungen                                                                                  |
| ---- | --------- | -------------------------------------------------------------------------------------------- |
| 1750 | 2051      | [ 3 ]                                                                                        |
| 1801 | 2496      | [ 3 ]                                                                                        |
| 1802 | 2317      | [ 6 ]                                                                                        |
| 1810 | 2696      | [ 6 ]                                                                                        |
| 1816 | 2963      | davon 2842 Evangelische, acht Katholiken und 113 Juden (sieben Schullehrer und -lehrerinnen) |
| 1821 | 3317      | in 402 Privatwohnhäusern                                                                     |
| 1840 | 4290      | [ 3 ]                                                                                        |
| 1858 | 5371      | darunter zwölf Katholiken und 219 Juden                                                      |
| 1875 | 5804      | [ 7 ]                                                                                        |
| 1880 | 6381      | [ 7 ]                                                                                        |
| 1890 | 6431      | darunter 84 Katholiken und 196 Juden                                                         |
| 1900 | 6056      | [ 8 ]                                                                                        |
| 1910 | 5460      | am 1. Dezember                                                                               |
| 1925 | 5591      | darunter 120 Katholiken und 44 Juden                                                         |
| 1933 | 6134      | [ 7 ]                                                                                        |
| 1939 | 5923      | [ 7 ]                                                                                        |

### Sehenswürdigkeiten
Die von den Hussiten niedergebrannte dreischiffige St.-Marien-Kirche aus dem 13. Jahrhundert wurde 1433 als Hallenkirche aus Backsteinen neu errichtet und im Innenraum mit einem Sterngewölbe ausgestattet. Im Jahr 1697 wurde der Turm mit einem barocken Aufsatz versehen. Innenraum und Turmbekrönung brannten im Februar 1945 aus und das Dach des Langhauses brach ein. In den Jahren 1971 bis 1973 wurde die Kirche wieder aufgebaut. Von der Reformation bis 1945 evangelisch ist die Kirche seitdem wieder katholisch.
Von der mittelalterlichen Stadtbefestigung sind ein über 1000 Meter langes Teilstück der bis zu acht Meter hohen Feldsteinmauer, das gotische Driesener Tor (Młyńska) sowie der Hexenturm erhalten. 
In der Nähe des Driesener Tores befindet sich ein 1764 aus Backsteinen gebauter Getreidespeicher.
Der Berliner Bildhauer Steinemann schuf das Kriegerdenkmal 1870/71 des Kreises Friedeberg, welches 1879 eingeweiht wurde. Auf dem Sockel stand ein Germania-Standbild.

### Söhne und Töchter der Stadt
- Karl Heinrich Pudor (1777–1839), deutscher Altphilologe und Gymnasiallehrer
- Christoph Friedrich Ferdinand Haacke (1781–1855), Klassischer Philologe und Gymnasiallehrer
- Theodor Hoffmann (1837–1894), deutscher Sanitätsoffizier und Hochschullehrer, auch in Japan
- Rudolf Hermann Meyer (1839–1899), deutscher Politiker und Publizist
- Ernst von Petersdorff (1841–1903), preußischer Generalleutnant und Kommandeur der 17. Division
- Ludwig Noster (1859–1910), deutscher Hofporträt- und Genremaler
- Erich Wernicke (1859–1928), deutscher Mediziner
- Max Dennert (1861–1922), deutscher Bildhauer
- Bruno Schulz (1865–1932), deutscher Architekt und Hochschullehrer
- Wilhelm Uhde (1874–1947), deutscher Kunsthistoriker
- Georg Karg (1888–1972), deutscher Unternehmer
- Ernst Garden (1900–1945), deutscher Filmproduktionsleiter
- Herbert Müller (1904–1966), deutscher Hockeyspieler, Bronzemedaillengewinner bei Olympia
- Irene Haschke (1921–unbekannt), deutsche SS-Lageraufseherin
- Mariusz Gil (* 1983), polnischer Cyclocrossfahrer
- Michał Paluta (* 1995), Radrennfahrer

### Persönlichkeiten, die vor Ort gewirkt haben
- Hugo Prejawa (1854–1926), deutscher Archäologe, Architekt und Bauinspektor

### Partnerstädte
- Angermünde
- Tornesch

## Gmina Strzelce Krajeńskie

### Allgemeines
Die Stadt- und Landgemeinde Strzelce Krajeńskie liegt im äußersten Nordosten der Woiwodschaft Lebus und zählt mehr als 17.000 Einwohner. Ihre Gemeindefläche beträgt 318,57 km², damit nimmt sie 25,52 % der Fläche des Powiat Strzelecko-Drezdenecki (Kreis Friedeberg-Driesen) ein.
Nachbargemeinden sind:
- Woiwodschaft Lebus:
  - Kłodawa (Kladow) und Santok (Zantoch) im Powiat Gorzowski (Kreis Landsberg a. d. Warthe),
  - Dobiegniew (Woldenberg), Stare Kurowo (Altkarbe) und Zwierzyn (Neu Mecklenburg) im Powiat Strzelecko-Drezdenecki,
- Woiwodschaft Westpommern:
  - Bierzwnik (Marienwalde), Krzęcin (Kranzin) und Pełczyce (Bernstein) im Powiat Choszczeński (Kreis Arnswalde),
  - Barlinek (Berlinchen) im Powiat Myśliborski (Kreis Soldin).

### Gemeindegliederung
- Ortsteile (sołectwo):

| - Bobrówko (Breitenstein) - Bronowice (Braunsfelde) - Brzoza (Birkholz) - Buszów (Büssow) - Danków (Tankow) - Gardzko (Hohenkarzig) - Gilów (Geilenfelde) - Licheń (Lichtenow) - Lipie Góry (Mansfelde) - Lubicz (Blumenfelde) - Machary (Machern) | - Ogardy (Wugarten) - Pielice (Pehlitz) - Przyłęg (Altenfließ) - Sidłów (Zeitlow) - Sławno (Schönfeld) - Sokólsko (Falkenstein) - Strzelce Klasztorne (Klostergut) - Tuczno (Schönrade) - Wełmin (Buchwerder) - Wielisławice (Wildenow) - Żabicko (Seegenfelde). |

- Übrige Ortschaften:

Buszewko (Neumühle F), Chwytowo, Ciecierzyn (Arndtshof), Czyżewo (Voigtei), Długie (Dolgen), Golczewice (Marienland), Małe Osiedle, Ogardzki Młyn (Wugartener Mühle), Piastowo (Bachmannshof), Pieńkowice, Puszczykowo (Käuzchenberg), Sródlesie (Tonnenspring), Tuczenko und Wilanów (Wildenower Försterei).

## Verkehr

### Straßen
Strzelce Krajeńskie liegt an der bedeutenden polnischen Landesstraße 22, die von der deutschen Grenze bei Kostrzyn nad Odrą (Küstrin) bis nach Grzechotki (Rehfeld) an der Grenze nach Russland führt. Sie entspricht in fast ihrem ganzen Verlauf der früheren deutschen Reichsstraße 1, die von Aachen über Berlin und Königsberg (Preußen) bis nach Eydtkuhnen reichte.
In Strzelce Krajeńskie kreuzt sie die Woiwodschaftsstraße 156, die von Lipiany (Lippehne) kommend südwärts bis nach Drezdenko (Driesen) verläuft.

### Schienen
Durch das Gemeindegebiet führt die PKP-Linie 203 von Kostrzyn nad Odrą (Küstrin) nach Tczew (Dirschau). Es ist die Strecke der früheren Preußischen Ostbahn von Berlin bis nach Königsberg (Preußen). Der Bahnhof Strzelce Krajeńskie Wschód (Ost) dieser Strecke (früher Friedeberg (Neumark)) liegt sechs Kilometer südlich der Stadt. In der Stadt liegt der Bahnhof Strzelce Krajeńskie, der seit den 1990er Jahren nicht mehr in Betrieb ist. Vor 1945 reichte diese Linie der Friedeberger Bahnen bis nach Alt Libbehne (heute polnisch: Lubiana Pyrzycka).
Seit dem 20. März 2016 verkehren einzelne Züge der RB 26 der Niederbarnimer Eisenbahn von Küstrin über Landsberg (Warthe) weiter nach Kreuz (Ostbahn). Diese Fahrten werden in Zusammenarbeit mit Przewozy Regionalne und Arriva Polen von der DB Regio mit einem Triebwagen der DB-Baureihe 628 durchgeführt.